# Sarah-Judith Mettke

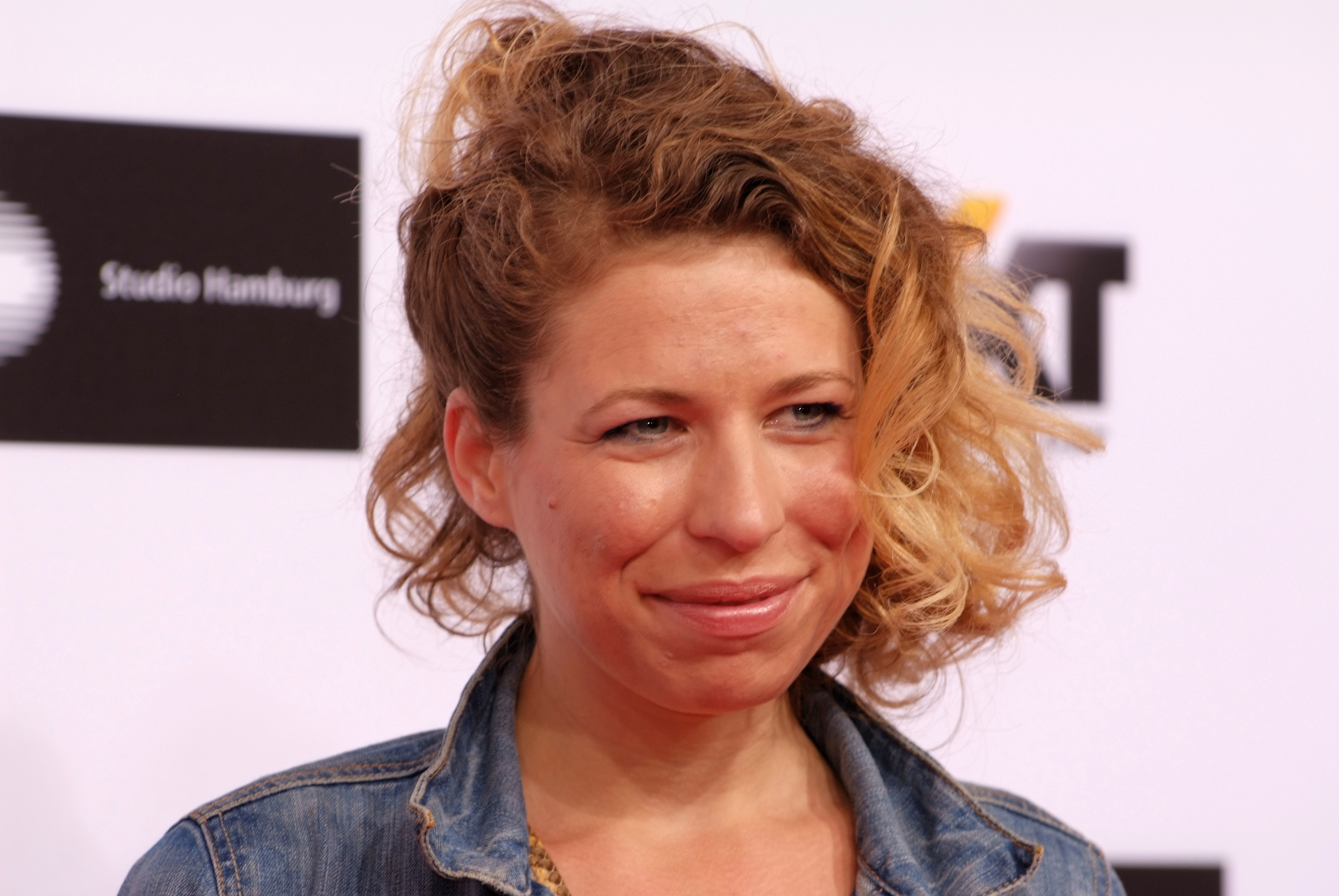
Sarah-Judith Mettke (2012)

Sarah-Judith Mettke (* 13. November 1981 in Forst (Lausitz)) ist eine deutsche Regisseurin.

## Leben
Sarah-Judith Mettke wuchs in Leipzig auf und machte dort ihr Abitur. Bei verschiedenen Theaterproduktionen arbeitete sie als Regiepraktikantin. Ein Jahr arbeitete sie in Israel.
Ab 2005 studierte sie an der Filmakademie Baden-Württemberg in Ludwigsburg das Fach Regie/Szenischer Film. 2012 schloss sie das Studium mit dem Diplom ab. Ihr Abschlussfilm Transpapa erfuhr große Beachtung. Neben dem Studium arbeitete sie für die UFA-Tochter UFA Cinema.
Sarah-Judith Mettke arbeitet als freie Drehbuchautorin und Regisseurin in Berlin.

## Filmografie
- 2003: Ankommen (Script/Continuity)
- 2006: Spoonkiller (Kurzfilm; Regie, Drehbuch)
- 2006: Acht Stunden sind kein Tag (Kurzfilm; Regie, Drehbuch)
- 2006: Bis dass der Tod uns Scheidet (Kurzfilm; Regie, Drehbuch)
- 2006: Pingpong (Script/Continuity)
- 2006: Vidiots (Regie-Assistenz)
- 2007: La Praline (Kurzfilm; Drehbuch)
- 2008: Schnitzeljagd (Kurzfilm; Regie)
- 2009: Schlaraffenland (Kurzfilm; Regie, Drehbuch)
- 2012: Transpapa (Kinofilm; Regie, Drehbuch)

## Auszeichnungen
Für den Kurzfilm Schlaraffenland erhielt Sarah-Judith Mettke den Caligari Filmpreis. Ihr Kurzfilm Schnitzeljagd bekam den Jurypreis  beim Leipziger Kurzfilmfestival Kurzsüchtig.
Für ihren Diplomfilm Transpapa bekam Mettke 2012 den Preis der saarländischen Ministerpräsidentin beim Filmfestival Max Ophüls Preis. Außerdem erhielt der Film beim Filmkunstfest Mecklenburg-Vorpommern 2012 den NDR-Regiepreis und den Preis der Jury der deutschsprachigen Filmkritik in der FIPRESCI.